# Wilhelm André

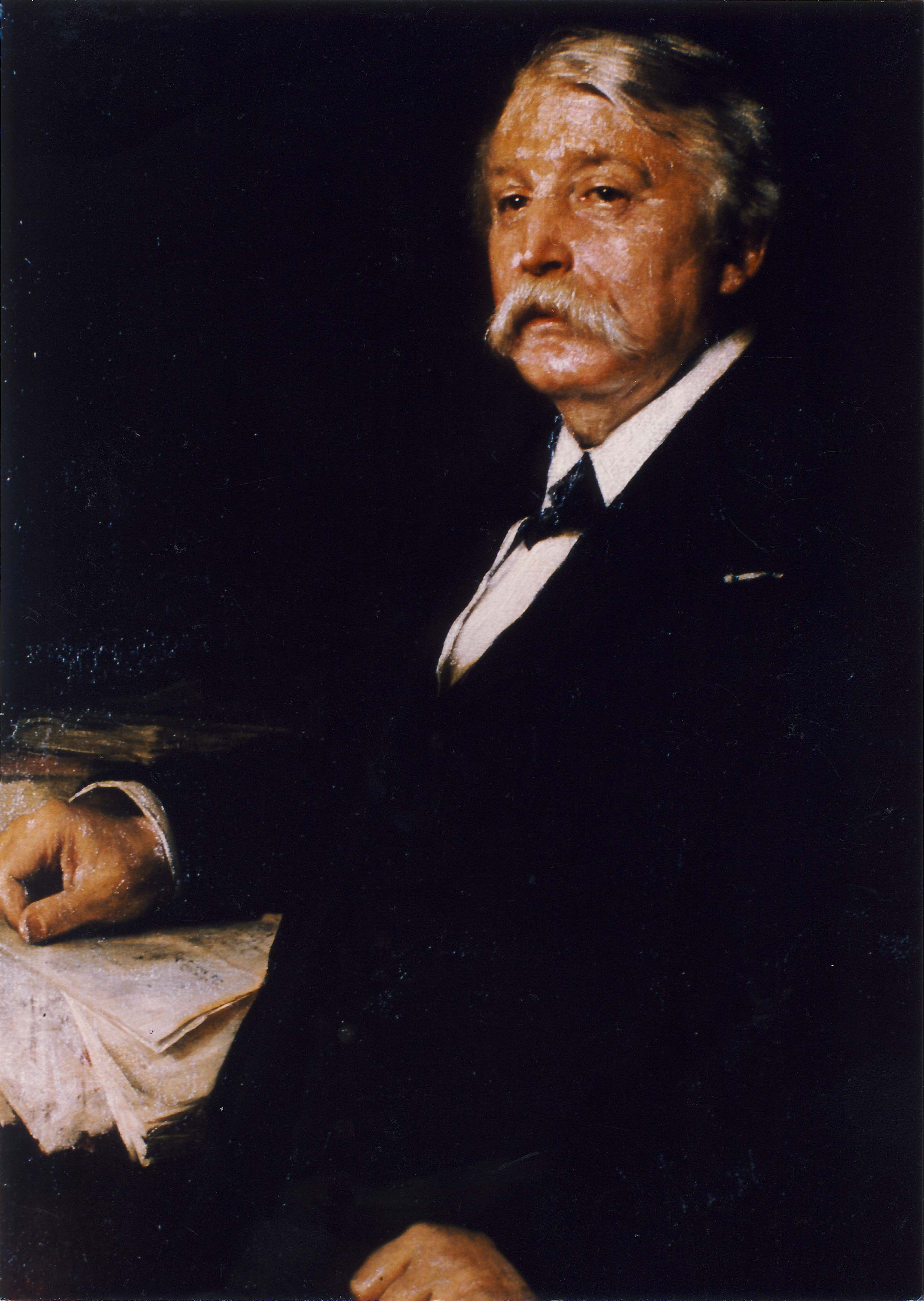
Wilhelm André

Heinrich Friedrich Wilhelm André (* 20. September 1827 in Quakenbrück; † 12. Juni 1903 in Chemnitz) war ein deutscher Jurist, Politiker und von 1874 bis 1896 erster Oberbürgermeister der Stadt Chemnitz.

## Ausbildung und Karriere
Wilhelm André besuchte die Lateinschule seiner Vaterstadt, das Gymnasium in Lingen, und studierte Jura an den Universitäten in Heidelberg und Göttingen. Sein Examen legte er 1849 in Hannover ab. 1852 heiratete er und war als Advokat (Obergerichtsanwalt) in Quakenbrück tätig. 1865 wurde er Senator und 1870 Stadtsyndikus in Osnabrück.
Seine Amtszeit als Chemnitzer Oberbürgermeister dauerte vom 19. Oktober 1874 bis zum 30. Juni 1896. In dieser Zeit verdoppelte sich die Einwohnerzahl der Stadt. Es wurden die Gaswerke in städtischen Besitz überführt, Waldflächen im Küchwald erworben und Altchemnitz eingemeindet. Die Stadt entwickelte sich sehr rasant. 1880 nahm die Straßenbahn ihren Betrieb auf. Im Jahre 1883 wurde Chemnitz mit über 100.000 Einwohnern die 15. Großstadt Deutschlands. Weiterhin wurden innerhalb seiner Amtszeit die Markthalle und das Elektrizitätswerk gebaut. Durch Bau von Talsperren konnte die Trinkwasserversorgung gesichert werden. Als 1. Magistratsperson der Stadt Chemnitz war er zudem auf den Landtagen der Jahre 1875/1876 bis 1895/1896 Mitglied der I. Kammer des Sächsischen Landtags.
André war Mitglied der Freimaurerloge Zur Harmonie in Chemnitz. Zu seiner Verwandtschaft zählte der Montan-Industrielle Louis Baare, der mit seiner jüngeren Schwester Helene (1830–1885) verheiratet war.
Er war verheiratet mit Johanna Friederike Heye (1829–1897). Aus der Ehe stammt der Sohn Friedrích Bernhard (1859–1927, Rechtswissenschaftler).
Seinen Ruhestand verlebte Wilhelm André noch bis zu seinem Tode in Chemnitz in der Marschallstraße, der später nach ihm benannten Andréstraße, im Haus mit der Nummer 14. Ihm zu Ehren trägt auch ein Chemnitzer Gymnasium seinen Namen. Sein Grab befindet sich auf dem St.-Christophori-Friedhof in Hohenstein-Ernstthal, auf dem bereits seine Frau in der Erbbegräbnisstätte der Familie im Jahre 1897 ihre letzte Ruhe gefunden hatte. (Erbbegräbnisstätte Falcke).

## Das deutsche Patentgesetz von 1877

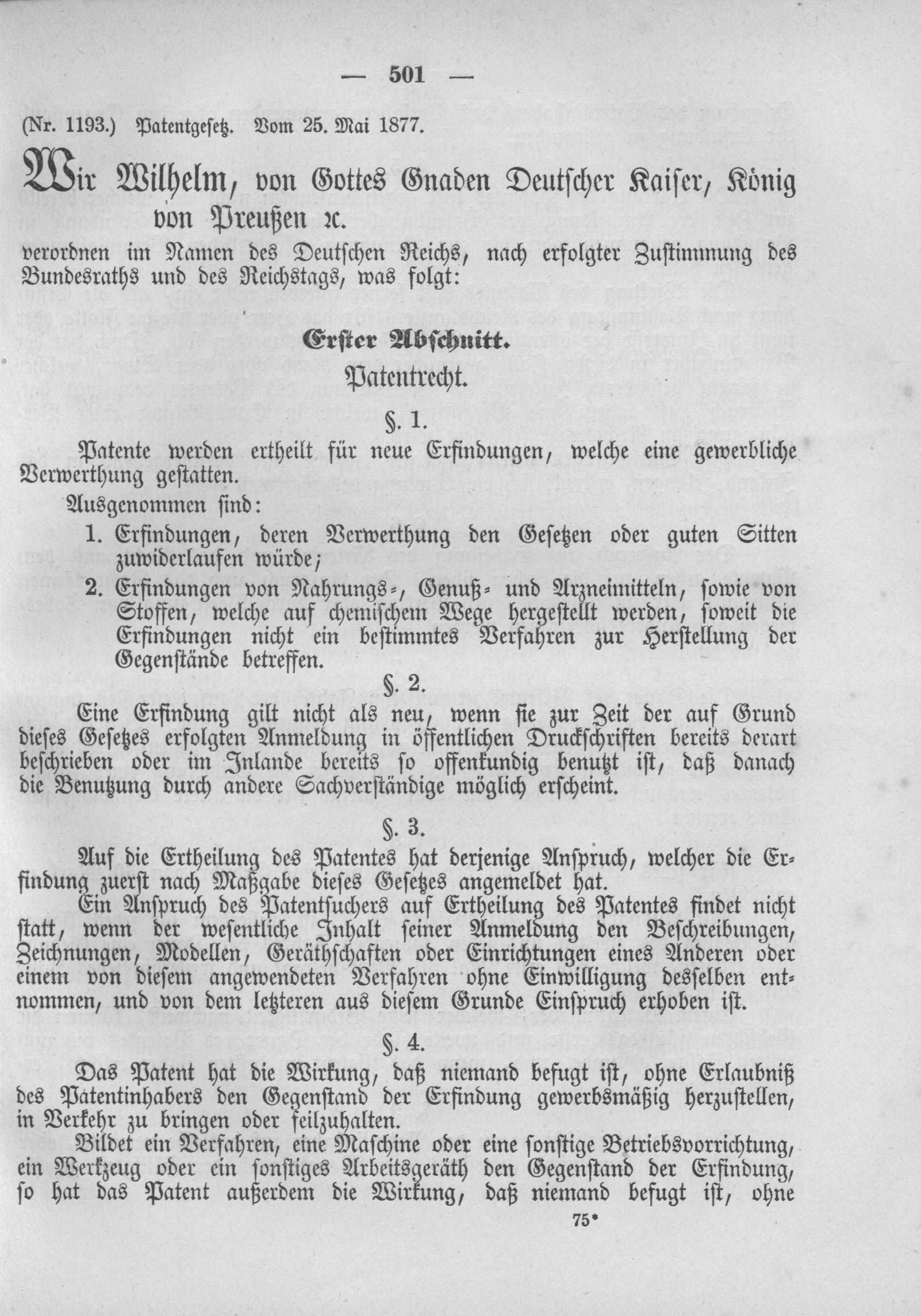
Das Patentgesetz im Reichs-Gesetzblatt von 1877

Noch im Jahre 1864 forderten die deutschen Handelskammern die Abschaffung der Patente, weil diese „schädlich für den allgemeinen Wohlstand“ seien. Auch nach der Gründung des Deutschen Reichs im Jahre 1871 wurde zunächst noch kontrovers über einen einheitlichen Patentschutz diskutiert.
Auf Anregung des Industriellen Werner von Siemens und des Chemnitzer Oberbürgermeisters Wilhelm André wurde der Patentschutzverein gegründet. Der Verein beauftragte André, einen Entwurf für ein deutsches Patentgesetz auszuarbeiten, der ausgiebig diskutiert und nach kleinen Änderungen für gut befunden wurde. Zunächst interessierte sich die Reichsregierung jedoch nicht dafür. Erst als Werner von Siemens sich persönlich an Kanzler Otto von Bismarck gewandt hatte, kam das Vorhaben in Gang. Dabei wies Werner von Siemens darauf hin, dass deutsche Produkte bisher in aller Welt als „billig und schlecht“ galten. Deswegen diente aus seiner Sicht die Einführung des Patentgesetzes auch dazu, die deutsche Industrie zu stärken und ihr mehr Ansehen in der Welt zu verschaffen. Neben Vertretern der Industrie setzte sich auch der Verein Deutscher Ingenieure (VDI) mit Nachdruck für das Patentgesetz ein. Am 25. Mai 1877 war es dann endlich soweit: Das deutsche Patentgesetz wurde verabschiedet und trat am 1. Juli 1877 in Kraft. Der André-Entwurf war nur leicht modifiziert von den Abgeordneten angenommen worden. Seine Grundzüge gelten trotz einiger Änderungen bis heute.
Dass ausgerechnet der damalige Chemnitzer Oberbürgermeister André an der Entwicklung des Patentrechtes beteiligt war, ist sicher kein Zufall: Chemnitz war zu jener Zeit eine Industriestadt von Weltrang, in der zahlreiche Erfindungen gemacht wurden. Diese mussten vor Nachahmern geschützt werden. 1891 – also 14 Jahre nach Inkrafttreten des deutschen Patentgesetzes – kamen sechsmal so viele Patentanmeldungen aus Chemnitz wie im Reichsdurchschnitt.

## Werke
- André, Wilhelm: Gemeinrechtliche Grundzüge I. der Schiedsgerichte. II. des Wasserrechts im Anschluß an das hannoversche Gesetz vom 22. August 1847, Friedrich Frommann, Jena 1860 (rezensiert von August Ubbelohde, in: Göttingische gelehrte Anzeigen 1863-1, S. 183–199).